# 24-Stunden-Rennen von Spa-Francorchamps 1966

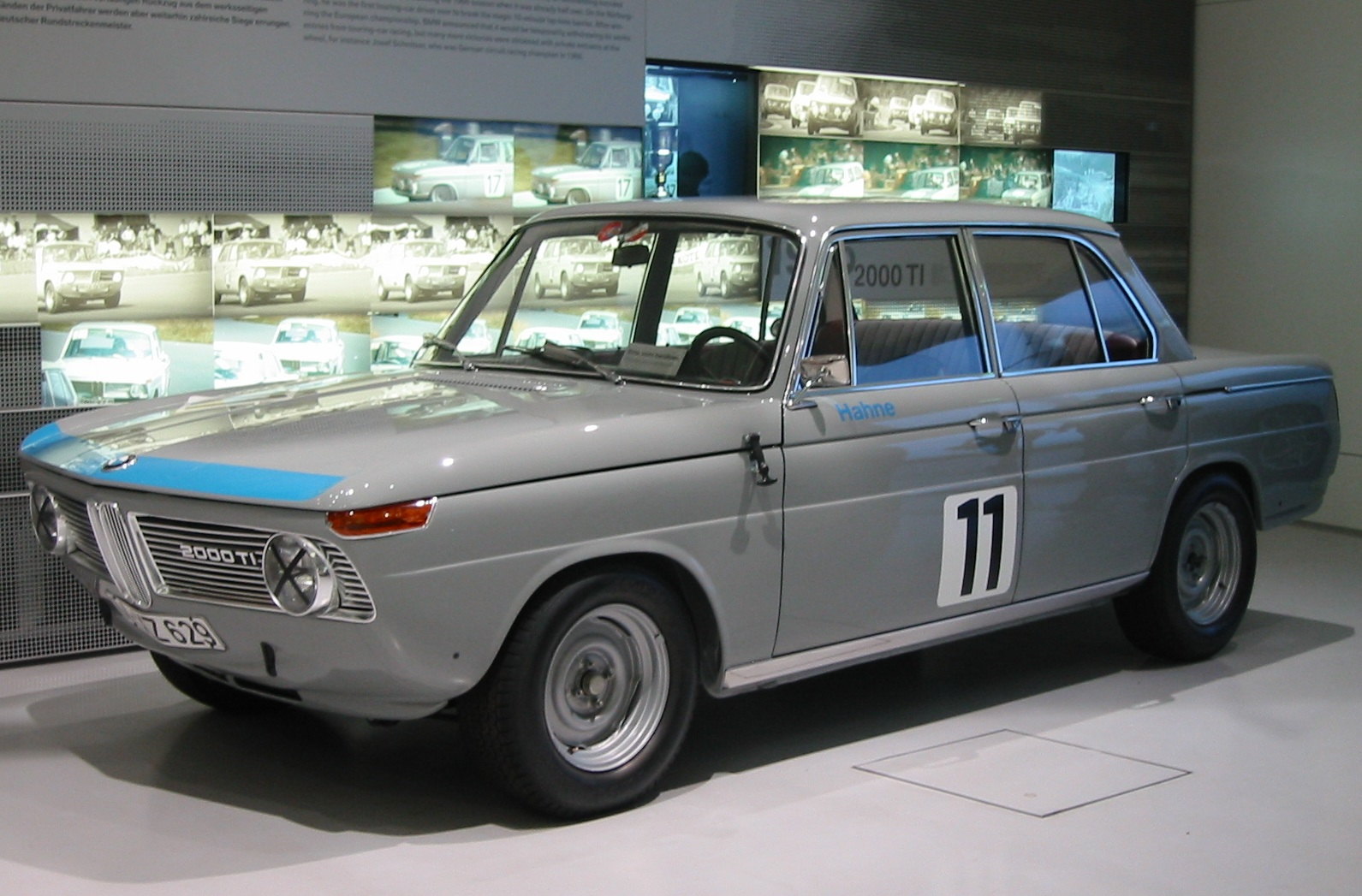
BMW 2000 Ti, Siegerwagenmodel von Hubert Hahne und Jacky Ickx

Das 18. 24-Stunden-Rennen von Spa-Francorchamps, auch 24 h Spa-Francorchamps, fand vom 23. bis 24. Juli 1966 auf dem Circuit de Spa-Francorchamps statt und war der sechste Wertungslauf der Tourenwagen-Europameisterschaft dieses Jahres. 

## Das Rennen
1966 bekam das 24-Stunden-Rennen von Spa-Francorchamps den Status eines Wertungslaufes der Tourenwagen-Europameisterschaft. Die 1963 eingeführte Rennserie umfasste 1966 zehn Rennen einschließlich zweier Bergrennen. Gefahren wurde mit Fahrzeugen der Division 3 – Tourenwagen über 2 Liter Hubraum, bis 2 Liter Hubraum und 1,6 Liter Hubraum. Um ein möglichst großes Starterfeld zu bekommen, ermöglichten die Veranstalter des 24-Stunden-Rennens auch Starter anderer Hubraumklassen die Teilnahme. Diese Fahrzeuge kamen aber nicht in die Wertung der Europameisterschaft. 
Diese Klasseneinteilung öffnete das Rennen für die Ford Mustangs mit 4,7-Liter-V8-Ford-Motor. Gemeldet waren drei Mustangs, zwei für die Scuderia Filipinetti, die bei Alan Mann Racing aufgebaut wurden. Den dritten Mustang, der beim Marathon de la Route auf der Nordschleife des Nürburgrings von Jacky Ickx und Gilbert Staepelaere gefahren wurde, meldete Chris Tuerlinx für sich und Pat Gautot. Autodelta meldete fünf Alfa Romeo 1600 GTA und BMW zwei 2000 TI für Hubert Hahne/Jacky Ickx und Dieter Glemser/Willy Mairesse. 
Ester Führender war Pat Gautot im Ford Mustang, den bald Dieter Glemser im BMW ablöste. Die Zuschauer an der Strecke sahen ein ausfallreiches Rennen. Unter den Fahrzeugen, die nicht ins Ziel kamen, befanden sich auch der lange an der Spitze fahrende BMW von Glemser und Mairesse und die beiden Alfa Romeo von Giancarlo Baghetti/Lucien Bianchi und Andrea de Adamich/Teodoro Zeccoli. Christian Haas hatte im Morris Mini Cooper S einen Unfall, wobei der auf dem Dach liegende Wagen eine Zeit lang die Strecke blockierte, weshalb die anderen Wagen über eine Wiese ausweichen mussten. Jacky Ickx und Hubert Hahne gewannen im BMW mit fünf Runden Vorsprung auf den Alfa Romeo von Enrico Pinto und Jacques Demoulin, obwohl vier Stunden vor Rennschluss der Kühler des 2000 TI getauscht werden musste.

## Ergebnisse

### Schlussklassement
| 1               | T 2.0   | 17 | BMW AG                | Hubert Hahne Jacky Ickx                    | BMW 2000 TI             | 288 |
| 2               | T 1.6   | 29 | Autodelta S.p.A.      | Enrico Pinto Jacques Demoulin              | Alfa Romeo 1600 GTA     | 283 |
| 3               | T 1.6   | 28 | Autodelta S.p.A.      | Teddy Pilette Gustave Gosselin             | Alfa Romeo 1600 GTA     | 280 |
| 4               | T + 2.0 | 1  | Chris Tuerlinx        | Pat Gautot Chris Tuerlinx                  | Ford Mustang            | 263 |
| 5               | T + 2.0 | 2  | Robert Dutoit         | Robert Dutoit Eddie Meert                  | Jaguar Mk II 3.8        | 262 |
| 6               | T 1.3   | 49 | Glas Belgium          | Gerhard Bodmer Dieter Schmid               | Glas 1304 TS            | 255 |
| 7               | T 2.0   | 19 |                       | J. Hauser Denninger                        | BMW 2000 TI             | 253 |
| 8               | T + 2.0 | 5  | Scuderia Filipinetti  | Jean-Pierre Hanrioud Jean Sage Jacques Rey | Ford Mustang            | 252 |
| 9               | T 1.6   | 37 | Alfa Romeo Benelux    | Roland Impert M. Fouquet                   | Alfa Romeo 1600 GTA     | 251 |
| 10              | T 1.6   | 21 | Longbacon Engineering | William Allen Nigel Moores John Ralph      | Ford Cortina Lotus      | 251 |
| 11              | T 1.6   | 34 | Jean-Pierre Demol     | Jean-Pierre Demol Jacques Berger           | Alfa Romeo Giulia Super | 250 |
| 12              | T 1.15  | 73 | Renault               | Jean Vinatier Mauro Bianchi                | Renault R8 Gordini      | 248 |
| 13              | T 1.6   | 32 | Noël van Assche       | Noël van Assche Jean-Pierre Gaban          | Alfa Romeo Giulia Super | 248 |
| 14              | T 2.0   | 14 | Nikolaus Killenberg   | Nikolaus Killenberg Georg Bialas           | BMW 2000 TI             | 243 |
| 15              | T 1.15  | 74 | Renault               | Jean-François Piot Jean-Claude Andruet     | Renault R8 Gordini      | 242 |
| 16              | T 1.15  | 72 | Renault               | Pierre Orsini Vacca                        | Renault R8 Gordini      | 241 |
| 17              | T 1.15  | 81 | Écurie du Var         | Didier Lesgros Piou                        | Renault R8 Gordini      | 238 |
| 18              | T 1.15  | 71 | Renault               | Cyr Febbrairo Emile Holvoet                | Renault R8 Gordini      | 238 |
| 19              | T 1.3   | 54 | Alfa Romeo Benelux    | Yvette Fontaine Nicole Sol                 | Alfa Romeo 1600 TI      | 232 |
| 20              | T 1.15  | 85 |                       | Claude Collaer Jacques Dernelle            | Renault R8 Gordini      | 229 |
| 21              | T 1.3   | 60 | VDS Racing Team       | R. Sylvain Xavier Lapeyre                  | Austin Mini Cooper S    | 224 |
| 22              | T 1.15  | 87 |                       | F. Deladriere Guy Deladriere               | NSU 1000 TT             | 208 |
| Disqualifiziert |         |    |                       |                                            |                         |     |
| 23              | T 1.15  |    | Écurie du Var         | F. Riquier Dominique Ottavi                | Renault R8 Gordini      |     |
| Ausgefallen     |         |    |                       |                                            |                         |     |
| 24              | T 1.6   | 25 | Autodelta S.p.A.      | Giancarlo Baghetti Lucien Bianchi          | Alfa Romeo 1600 GTA     |     |
| 25              | T 1.6   |    | VDS Racing Team       | Maurice Damseaux Eric de Keyn              | Alfa Romeo 1600 GTA     |     |
| 26              | T 1.6   |    | Autodelta S.p.A.      | Andrea de Adamich Teodoro Zeccoli          | Alfa Romeo 1600 GTA     |     |
| 27              | T 2.0   | 18 | BMW AG                | Dieter Glemser Willy Mairesse              | BMW 2000 TI             |     |
| 28              | T 1.6   |    | VDS Racing Team       | Serge Trosch Georges Harris                | Alfa Romeo 1600 GTA     |     |
| 29              | T 1.6   |    | Autodelta S.p.A.      | Jean Rolland Guy Verrier                   | Alfa Romeo 1600 GTA     |     |
| 30              | T 1.6   |    | Alfa Romeo Benelux    | Dino Pizzinato Nicolas Koob                | Alfa Romeo 1600 GTA     |     |
| 31              | T 2.0   |    |                       | Jacques Patte Caddy                        | Volvo 122S              |     |
| 32              | T + 2.0 | 3  | Scuderia Filipinetti  | Jacques Rey André Bungener                 | Ford Mustang            |     |
| 33              | T 2.0   | 15 |                       | D. Roose Joost Byttebier                   | Volvo 122S              |     |
| 34              | T 2.0   |    |                       | Dick Lucky                                 | BMW 2000 TI             |     |
| 35              | T 1.3   |    | Jan-Erik Andreason    | Jan-Erik Andreason Björn Rothstein         | Morris Mini Cooper S    |     |
| 36              | T 1.3   |    | Julien Vernaeve       | Maurice Torlay Julien Vernaeve             | Morris Mini Cooper S    |     |
| 37              | T 1.3   |    | Paul Gonthier         | Paul Gonthier Carl Smet                    | Morris Mini Cooper S    |     |
| 38              | T 1.3   |    | Glas Belgium          | Henri Quernette Georges Lambrechts         | Glas 1304 TS            |     |
| 39              | T 1.3   |    | John Aley             | John Aley Han Akersloot                    | Austin Mini Cooper S    |     |
| 40              | T 1.3   | 42 | Christian Haas        | Christian Haas P. H. Schyns                | Austin Mini Cooper S    |     |
| 41              | T 1.3   |    | Glas Belgium          | Helmut Kelleners Hans-Norbert Supper       | Glas 1304 TS            |     |
| 42              | T 1.3   | 79 | Tony Lanfranchi       | Tony Lanfranchi Laurie Goodwin             | Ford Anglia Super       |     |
| 43              | T 1.3   | 41 | Lionel Wallman        | Lionel Wallman E. Brel                     | Austin Mini Cooper S    |     |
| 44              | T 1.3   |    | Glas Belgium          | Michel Demarcin Daniel Dezy                | Glas 1304 TS            |     |
| 45              | T 1.3   |    | Glas Belgium          | Eddy Doseray Chasselin                     | Glas 1304 TS            |     |
| 46              | T 1.3   |    | Alfa Romeo Benelux    | Jean-Marie Lagae G. Manguin                | Alfa Romeo 1300 TI      |     |
| 47              | T 1.3   |    | Alfa Romeo Benelux    | Jean-Marie Pierson Philippe de Barsy       | Alfa Romeo 1300 TI      |     |
| 48              | T 1.3   |    | Glas Belgium          | Pierre Chausse Johan Steegen               | Glas 1304 TS            |     |
| 49              | T 1.3   |    | Alfa Romeo Benelux    | Georges Hacquin Jean Demortier             | Alfa Romeo 1300 TI      |     |
| 50              | T 1.3   |    | Glas Belgium          | Claude Collignon Patrick Pêtre             | Glas 1304 TS            |     |
| 51              | T 1.15  |    | Écurie du Var         | Daniel Arnaud Paul Condrillier             | Alfa Romeo 1300 TI      |     |
| 52              | T 2.0   | 20 | Xavier Boulanger      | Xavier Boulanger Edouard Duvigneaud        | Triumph 2000            |     |
| 53              | T 1.15  | 77 | Gérard Larrousse      | Gérard Larrousse Guy Chasseuil             | NSU 1000 TT             |     |
| 54              | T 1.15  |    | Écurie Barracuda      | Jo Demeyere Decq                           | NSU 1000 TT             |     |
| 55              | T 1.15  |    | Écurie Barracuda      | Buffin Raymond Aron                        | NSU 1000 TT             |     |
| 56              | T 1.15  |    | Écurie Barracuda      | Jean-Marie Jacquemin Georges Body          | NSU 1000 TT             |     |

### Nur in der Meldeliste
Zu diesem Rennen sind keine weiteren Meldungen bekannt.

### Klassensieger
| Klasse  | Fahrer         | Fahrer           | Fahrzeug            | Platzierung im Gesamtklassement |
| ------- | -------------- | ---------------- | ------------------- | ------------------------------- |
| T + 2.0 | Pat Gautot     | Chris Tuerlinx   | Ford Mustang        | Rang 4                          |
| T 2.0   | Hubert Hahne   | Jacky Ickx       | BMW 2000 TI         | Gesamtsieg                      |
| T 1.6   | Enrico Pinto   | Jacques Demoulin | Alfa Romeo 1600 GTA | Rang 2                          |
| T 1.3   | Gerhard Bodmer | Dieter Schmid    | Glas 1304 TS        | Rang 6                          |
| T 1.15  | Jean Vinatier  | Mauro Bianchi    | Renault R8 Gordini  | Rang 12                         |

### Renndaten
- Gemeldet: 56
- Gestartet: 56
- Gewertet: 22
- Rennklassen: 5
- Zuschauer: unbekannt
- Wetter am Renntag: warm und trocken
- Streckenlänge: 14,100 km
- Fahrzeit des Siegerteams: 24:00:00.000 Stunden
- Gesamtrunden des Siegerteams: 288
- Gesamtdistanz des Siegerteams: 4048,000 km
- Siegerschnitt: 168,681 km/h
- Pole Position: Hubert Hahne – BMW 2000 TI (#17) – 4:45,600 = 177,631 km/h
- Schnellste Rennrunde: Pat Gautot – Ford Mustang (#1) – 4:37,200 = 181,116 km/h
- Rennserie: 6. Lauf zur Tourenwagen-Europameisterschaft 1966